# Ambrogio Portalupi
Ambrogio Portalupi (Marcignago, 25 de gener de 1943 - Pavia, 5 de gener de 1987) va ser un ciclista italià que fou professional entre 1965 i 1971.
Durant la seva carrera esportiva destaca la victòria a la Volta a Suïssa de 1966.

## Palmarès
- 1963
  - 1r al Gran Premi Colli Rovescalesi
  - 1r al Giro del Medio Po
- 1966
  - 1r de la Volta a Suïssa i vencedor d'una etapa
- 1969
  - 1r del Gran Premi Valsassina
  - Vencedor d'una etapa de la Volta a Suïssa

### Resultats al Tour de França
- 1965. 63è de la classificació general
- 1967. 58è de la classificació general
- 1970. Abandona (6a etapa)

### Resultats al Giro d'Itàlia
- 1966. 38è de la classificació general
- 1967. Abandona
- 1969. 75è de la classificació general
- 1970. 84è de la classificació general

### Resultats a la Volta a Espanya
- 1967. Abandona (6a etapa)